# Les Trois Bacchantes
Pour plus de détails, voir Fiche technique et Distribution.
Les Trois Bacchantes est un film de Georges Méliès sorti en 1900 au début du cinéma muet.

## Fiche technique
- Réalisateur et producteur : Georges Méliès
- Sociétés de production : Georges Méliès et Star-Film
- Format : Muet - Noir et blanc - 1,33:1 - 35 mm
- Genre : comédie